# شرغون
شرغون {{ازبکی|Shargʻun) یک شهر در ازبکستان است که در استان سرخان‌دریا واقع شده‌است.

## خصوصیات
شرغون ۱۱٬۷۶۸ نفر جمعیت دارد.